# Brown Bird
Brown Bird va ser una formació o grup musical de Warren (Rhode Island), EUA, creada l'any 2003 per David Lamb. Nascuda com un projecte en solitari, en la seva darrera etapa la formació estava integrada per Lamb i la seva cònjuge, MorganEve Swain. La formació va dissoldre's l'any 2014 després de la mort de Lamb, esdevinguda com a conseqüència d'una leucèmia. Brown Bird ha estat influït per la música folk americana, la música gitana i el Bluegrass. Segons apunta la crítica musical Aimsel Ponti al digital Portland Press Herald, "el seu és un so que viu en la cara més fosca del folk americà, assentat en les arrels de la música de l'Est d'Europa".
Lamb va formar Brown Bird el 2003 a Seattle, Washington, però aviat va desplaçar-se a Portland. Jerusha Robinson (violoncel), Jeremy Robinson (múltiples instruments) i Mike Samos (guitarra lap steel, dobro) van passar per la formació fins que, al marxar aquest darrer el 2010, la formació esdevenia duo.
Brown Bird va tocar al Newport Folk Festival per primera vegada el 2011, moment en què estava instal·lada a Providence (Rhode Island). Va fer gira amb The Devil Makes Three. La seva activitat va parar a principis del 2013, després que es diagnostiqués leucèmia a David Lamb. Lamb va morir a conseqüència de la malaltia el 5 d'abril del 2014.

## Àlbums
- Tautology (2007)
- Such Unrest (Primavera del 2007)[9]
- Bottom of the Sea (2008)
- The Devil Dancing (2009)[5]
- The Sound of Ghosts (EP, Març del 2011)[10]
- Salt for Salt (Octubre 2011)[5]
- Fits of Reason (Abril 2013)
- The Teeth of Sea and Beasts - The Poetry of Brown Bird (Llibre, Abril 2014)
- The Brown Bird Christmas Album (Novembre del 2014)
- Axis Mundi (abril del 2015)[11]